# خاندان آسانو
خاندان آسانو (انگلیسی: Asano clan) یکی از خاندان‌های سامورایی ژاپن بود که از خاندان میناموتو منشعب شده بود.